# Trần Quốc Thực
Trần Quốc Thực (20 tháng 1 năm 1946 - 31 tháng 12 năm 2007) là một nhà thơ Việt Nam và là hội viên Hội Nhà văn Việt Nam. Ông sinh ra tại Nam Định, tốt nghiệp khoá II trường Viết văn Nguyễn Du, ông từng đảm nhiệm chức danh biên tập viên ban Thơ báo Văn nghệ.
Ông đã có các tập thơ Miền chờ (1989) Giải thưởng Nguyễn Khuyến, Nét khắc (1995) giải A Ủy ban Trung ương Hội liên hiệp văn học nghệ thuật Việt Nam, Trái tim hoa bìm (1998) và Tháp cúc (2003) Giải thưởng Hội Nhà văn Việt Nam. Ông từ trần vào ngày 31 tháng 12 năm 2007.